# 1906 au théâtre
| Années du théâtre : 1903 - 1904 - 1905 - 1906 - 1907 - 1908 - 1909    |
| Décennies du théâtre : 1870 - 1880 - 1890 - 1900 - 1910 - 1920 - 1930 |

Cet article présente les faits marquants de l'année 1906 au théâtre.

## Pièces de théâtre publiées
- Paul Claudel publie Partage de midi, écrit en 1905, à compte d'auteur ; les 150 exemplaires du tirage sont réservés à ses proches.

## Pièces de théâtre représentées
- 1er mars :  La Veuve d’Eugène Héros et Léon Abric , pièce en 1 acte, au Grand-Guignol
- 5 novembre : Chez les Zoaques de Sacha Guitry, mise en scène Firmin Gémier, Théâtre Antoine

## Décès
- 23 mai : Henrik Ibsen, dramaturge norvégien.